# Liste des films soviétiques sortis en 1936
Cet article présente une liste des films produits en Union soviétique en 1936:

## 1936
| 1936                    |                         |                    |
| Au bord de la mer bleue | ru:У самого синего моря | Boris Barnet       |
| Le Cirque               | Цирк                    | Grigori Alexandrov |
| Les Amies               | Подруги                 | Leo Arnchtam       |